# Somlyai László
Somlyai László (írói álnevei: Lajosfalvy László, Sáry László, Somlyai Miliczer László; Szilágysomlyó, 1919. február 18. – Drezda, 1975. április 26.) erdélyi magyar író, újságíró.

## Életútja, munkássága
Középiskolai tanulmányait szülővárosában kezdte, Debrecenben folytatta, ott is érettségizett 1936-ban. Nápolyban folytatott közgazdasági tanulmányokat, majd Kolozsváron jogot hallgatott. A Bolyai Tudományegyetemen szerzett jogi diplomát 1946-ban.
Közölt a Brassói Lapokban, a Népújságban, a Korunkban; bel- és külpolitikai munkatársa volt a Világosság (1944–47), szerkesztőségi titkára az Igazság, felelős szerkesztője a zilahi Szabadság (1947–49) c. lapoknak; majd a Kolozsvári Állami Magyar Színház helyettes irodalmi titkára lett.
Első írását a Keleti Újságban, a numerus valachicusszal kapcsolatban 1936-ban közölte, Hetvenöt százalék címmel.

## Művei
- A kereskedő és a kereskedelem helyzete a szocialista államban. A Szovjetunió kereskedelme (Kolozsvár, 1945)
- Zsuzska (zenés vígjáték, Nagyvárad, 1960)
- A Fiú meg az Asszony (regény, Bukarest, 1969)
- Fráter György (történelmi színmű, Bukarest, 1970)
- Táncosnő a hegyen (regény, Kolozsvár, 1982)